# Посольства Чосон в Японии

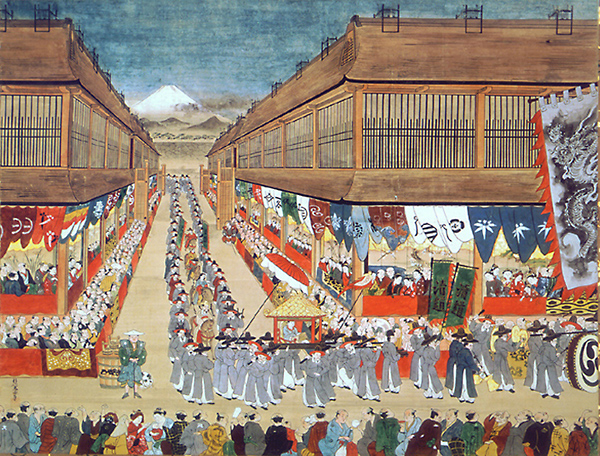
Процессия корейского посольства в японском городе.

Посольства Чосон в Японию (кор. 朝鲜通信 使, 조선 통신사 Чосон тхонсин — са, яп. 朝鲜通信 使, ちょうせんつうしん し Тёсэн цусин — си) — дипломатические миссии корейской династии Чосон в Японию. Высылались корейцами для передачи государственных грамот японским владыкам, именовавшимся в корейских документах «ванами Японии». В течение 1607—1811 лет посольства отправлялись 12 раз по случаю назначения нового сёгуна. В японской историографии нового времени они назывались посольствами корейской дани (яп. 朝鲜 来聘使, ちょうせん らいへいし Тёсэн Райхэ — си).

## Краткие сведения
Первые межгосударственные контакты корейской династии Чосон с Японией датируются концом XIV века. В 1404 году корейцы заключили официальные отношения с сёгунами рода Асикага как «ванами Японии». Официальные отношения между обоими государствами сводились к обмену государственными грамотами. С XVII века, после провала японских вторжений в Корею в 1592—1598 годах и запрета корейского правительства на пребывание японцев в стране, японская сторона в лице сёгуната Токугава перестала высылать посольства в Корею. Обмен грамотами стал проводиться во время одностороннего посещения корейскими делегациями резиденции сёгунов Токугава в Эдо. Всего между 1607 и 1811 годами Японию посетило 12 посольств династии Чосон. Японская сторона считала их все посольствами доброй воли (通信使), однако корейская сторона рассматривала первые три миссии как посольства в ответ на японскую государственную грамоту, присланную сёгунатом, с целью возвращения вывезенных из Кореи соотечественников во время японских завоеваний (回答 兼刷还使). Различия в понимании сторонами цели посольств привели к янагавскому инциденту, после которого остальные 9 корейских посольств отправлялись как посольства доброй воли.
Корейские посольства возглавлялись полномочным послом, сопровождение которого составляло 300—500 человек. Кроме дипломатов в него входили корейские каллиграфы, поэты, художники, литераторы, мастера боевых искусств и другие представители корейской культурной элиты. Делегация доставлялась в Осаку через Внутреннее Японское море, а оттуда двигалась пешком в Эдо. Японская сторона брала на себя все расходы по содержанию корейских посланников, включая переезд, ночлег и питание. Поскольку прибытие посольств было делом престижа обеих стран, их приём проводился с размахом. Японцы тратили от 500 тысяч до 1 миллиона золотых рё для развлечения гостей.
До XIX века корейские послы прибывали в Эдо по случаю назначения нового сёгуна. Однако последнее 12 посольство откладывалось из-за большого голода и смогло отправиться в Японию только в 1811 году. Отправка корейских миссий планировалась и в дальнейшем, но не была реализована из-за отсутствия средств и внешнеполитическую угрозу японскому правительству.
Формально для корейской стороны миссия посольств была культурно — просветительской. Корейцы считали, что несут свет конфуцианской корейской культуры в дикую нецивилизованную Японию. Фактически корейские посланники занимались разведывательной деятельностью, составляя подробные описания политической и социально — экономической жизни жителей Японских островов. Такая деятельность была вызвана опасениями корейской стороны возможности повторного вторжения. Отчёты, которые были составлены корейскими послами в ходе путешествий Японией, являются первоклассными источниками о социальной истории Японии XVII—XIX веков.

## Хронология
- Год — год службы посольства. Посольства доброй воли (通信使) отмечены тёмным цветом.
- Ван — ван Чосона, от имени которого отправлялось посольство.
- Посол — полномочный посол Чосона, председатель корейской делегации в Японии.
- Правитель — японский правитель, единолично руководил целой страной.
- Детали — цель и содержание деятельности корейского посольства.

| Год                   | Ван             | Посол           | Правитель         | Детали |
| Период Муромати       | Период Муромати | Период Муромати | Период Муромати   | Период Муромати |
| --------------------- | --------------- | --------------- | ----------------- | --- |
| 1392                  | Тхэджо          | неизвестно      | Асикага Ёсимицу   | Просьба о помощи в борьбе с пиратами. Восстановлены дружеские отношения между странами                                                                                       |
| 1398                  | Тхэджо          | Пак Тончи       | Асикага Ёсимоти   | Просьба о помощи в борьбе с пиратами. Послано посольство в ответ. |
| 1404                  | Тхэджон         | Ё Ийсон         | Асикага Ёсимоти   | Просьба о помощи в борьбе с пиратами. Послано посольство в ответ. |
| 1406                  | Тхэджон         | Юн Мён          | Асикага Ёсимоти   | Просьба о помощи в борьбе с пиратами. Послано посольство в ответ. |
| 1410                  | Тхэджон         | Ян Юн           | Асикага Ёсимоти   | Просьба о помощи в борьбе с пиратами. Корейская сторона выразила соболезнования в связи со смертью Асикаги Ёсимицу и подарила буддистские сутры. Послано посольство в ответ. |
| 1413                  | Тхэджон         | Бак Бун         | Асикага Ёсимоти   | Просьба о помощи в борьбе с пиратами. |
| 1420                  | Седжон          | Сон Хийгён      | Асикага Ёсимоти   | Послано посольство в ответ. |
| 1423                  | Седжон          | Пак Хийчун      | Асикага Ёсикадзу  | Послано посольство в ответ, которое привезло буддистские сутры. |
| 1424                  | Седжон          | Пак Ансин       | Асикага Ёсикадзу  | Послано посольство в ответ. |
| 1428                  | Седжон          | Пак Сосен       | Асикага Ёсинори   | Корейская сторона выразила соболезнования в связи со смертью Асикаги Ёсимоти и поздравила Ёсинори в связи с назначением его новым сёгуном.                                   |
| 1432                  | Седжон          | Ли Э            | Асикага Ёсинори   | Послано посольство в ответ. |
| 1439                  | Седжон          | Ко Тыкчон       | Асикага Ёсинори   | Просьба о помощи в борьбе с пиратами. |
| 1443                  | Седжон          | Бён Хомун       | Асикага Ёсимаса   | Корейская сторона выразила соболезнования в связи со смертью Асикаги Ёсинори и поздравила Ёсикацу в связи с назначением его новым сёгуном.                                   |
| Период Адзути-Момояма |                 |                 |                   | |
| 1590                  | Сонджо          | Хван Юнгиль     | Тоётоми Хидэёси   | Корейская сторона поздравила Хидэёси в связи с объединением Японии. |
| 1596                  | Сонджо          | Хван Син        | Тоётоми Хидэёси   | Переговоры о прекращении войны в Корее. |
| Период Эдо            |                 |                 |                   | |
| 1607                  | Сонджо          | Ё Угиль         | Токугава Хидэтада | Ответ на японское приглашение. Нормализация межгосударственных отношений. Обмен пленными минувшей войны.                                                                     |
| 1617                  | Кванхэгун       | О Юнгём         | Токугава Хидэтада | Ответ на японское приглашение. Поздравление с победой под Осакой. Обмен пленными.                                                                                            |
| 1624                  | Инджо           | Чон Рип         | Токугава Иэмицу   | Ответ на японское приглашение. Корейская сторона поздравила Иэмицу в связи с назначением его новым сёгуном. Обмен пленными.                                                  |
| 1636                  | Инджо           | Им Кван         | Токугава Иэмицу   | Корейская сторона поздравила Иэмицу в связи с развитием межгосударственных отношений.                                                                                        |
| 1643                  | Инджо           | Юн Сунджи       | Токугава Иэмицу   | Корейская сторона поздравила Иэмицу с днём рождения. |
| 1655                  | Хёджон          | Чо Хён          | Токугава Иэцуна   | Корейская сторона поздравила Иэцуну в связи с назначением его новым сёгуном.                                                                                                 |
| 1682                  | Сукчон          | Юн Чиван        | Токугава Цунаёси  | Корейская сторона поздравила Цунаёси в связи с назначением его новым сёгуном.                                                                                                |
| 1711                  | Сукчон          | Чо Тхеок        | Токугава Иэнобу   | Корейская сторона поздравила Иэнобу в связи с назначением его новым сёгуном.                                                                                                 |
| 1719                  | Сукчон          | Хон Чхиджун     | Токугава Ёсимунэ  | Корейская сторона поздравила Ёсимуну в связи с назначением его новым сёгуном.                                                                                                |
| 1748                  | Ёнджо           | Хон Гёхый       | Токугава Иэсигэ   | Корейская сторона поздравила Иэсигэ в связи с назначением его новым сёгуном.                                                                                                 |
| 1764                  | Ёнджо           | Чо Ом           | Токугава Иэхару   | Корейская сторона поздравила Иэхару в связи с назначением его новым сёгуном.                                                                                                 |
| 1811                  | Сунджо          | Ким Икё         | Токугава Иэнари   | Корейская сторона поздравила Иэнари в связи с назначением его новым сёгуном.                                                                                                 |